# Athienville
Athienville är en kommun i departementet Meurthe-et-Moselle i regionen Grand Est (tidigare regionen Lorraine) i nordöstra Frankrike. Kommunen ligger i kantonen Arracourt som tillhör arrondissementet Lunéville. År 2022 hade Athienville 167 invånare.

## Befolkningsutveckling
Antalet invånare i kommunen Athienville
| Referens: INSEE |